# Hälsinglands runinskrifter 15
Runinskrift Hs 15, eller Sunnåstenen, är en runsten som nu återfinns i Hälsinglands museum i Hudiksvall, Hälsingland. 

## Stenen
Stenen hittades vid Sunnå kvarndamm i Rogsta socken, Hudiksvalls kommun, inte långt från Malstastenen, ehuru sydligare, och är en förkortad redovisning av Malstastenens text av samma tillverkare. Stenen är också skriven med stavlösa runor, så kallade hälsingerunor, och texten löper i två konstlösa enkla band ovanför varandra, med prick-kolon som mellanslagstecken (:). Dess bakgrundshistoria är till större delen dold och mycket fakta om stenens forna plats har gått till spillo genom årens lopp. 

## Inskriften
Translitterering av runraden:
hrumuntr hikiulfis| |sun riti stain þina| |aftiʀ hikiu-(f)a bris(a) sun : hrumun- in þa þurmunt in þa snrariʀ i- þa un
Normalisering till runsvenska:
Hroðmundr He-Gylfis sunn retti stæin þenna æftiʀ He-Gy[l]fa Brisa sun. Hroðmun[dr], en þa Þormundr, en þa Snærriʀ, e[n] þa Unn.
Översättning till nusvenska:
Frömund, Fä-Gylfes son, reste stenen efter Fä-Gylfe, Bräses son - Frömund, och sedan Tormund och sedan Snärrer och sist Aun.
Tolkning: Fä-Gylfe-släkten har sannolikt varit mycket rik, vilket berättas mer ingående på den större Malstastenen och enligt denna ska släkten ha "varit ägare till land detta och sedan norrut i tre byar, och sedan Lönnånger (lanakrin) och så Färsjö (fiþrasiu)". Eftersom Sunnåstenen stått i Sunnå lär således även detta område ha ingått i Fä-Gylfe-släktens enorma ägor. Namnet Frömund var vanligt under vikingatiden och var skapat av guden Frö, alltså Frej, samt ordet mund som betydde skydd, värn och som var mycket vanligt som såväl mans- som kvinnonamn (Ingemund, Sigismund, Sigmund, Gudmund, Germund med mera). De övriga namnen är mer eller mindre ovanliga.